# Усть-Куйга (аэропорт)
«Усть-Куйга» — региональный аэропорт в посёлке Усть-Куйга. Открыт в 1947 году.

## Принимаемые типыВС
Ан-12, Ан-24, Ан-26, Ан-38, Ан-72, Ан-74, Ан-140, Як-40, Л-410 и др. типы ВС 3-4 классов, вертолёты всех типов.

## Показатели деятельности
| год        | 2014 | 2015 | 2016 | 2017 |
| пассажиров | 3526 | 4526 | 4220 | 4039 |
| Источники: |      |      |      |      |

## Маршрутная сеть
| Авиакомпания       | Назначения |
| ------------------ | ---------- |
| Полярные Авиалинии | Якутск     |